# Wadsworth (Nowy Jork)
Wadsworth – jednostka osadnicza w Stanach Zjednoczonych, w stanie Nowy Jork, w hrabstwie Livingston.